# 日南市立大窪小学校
日南市立大窪小学校（にちなんしりつ おおくぼしょうがっこう）は、宮崎県日南市大窪にある公立の小学校。
2025年（令和7年）度時点で在校生は6年生の2名のみ。新入学生もいないため、この2名が卒業すると、在籍児童数は0になる見込みである。

## 概要
歴史
1873年（明治6年）に創立。現校名になったのは1956年（昭和31年）。2023年（令和5年）に創立150周年を迎えた。
通学区域
「宿之河内、南平、寺村、仮屋、茶園、通水」。中学校区は日南市立細田中学校。
校章
中央に「小」の文字を配している。
校歌
1968年（昭和43年）制定。作詞は酒井祐春、作曲は石原四郎による。歌詞は3番まであり、各番の歌詞中に校名の「大窪小学校」が登場する。
特色
「日南市立小規模校就学特別認可校（小規模特認校）」に指定されており、校区外からでも入学及び転入学が可能。

## 沿革
- 1873年（明治6年）- 創立。
- 1887年（明治20年）- 小学校令施行により、簡易科（3年制）を設置の上、「簡易大窪小学校」となる。
- 1889年（明治22年）5月1日 - 南那珂郡2村（大窪・橋ノ口）が合併の上、「榎原村」が発足。
- 1890年（明治23年）- 尋常科（4年制）を設置の上、「尋常大窪小学校」に改称。
- 1892年（明治25年）4月 - 「大窪尋常小学校」に改称。
- 1908年（明治41年）4月 - 改正小学校令により、義務教育年限（尋常科の修業年限）が4年から6年に延長となる。尋常科5年を新設。
- 1909年（明治42年）4月 - 尋常科6年を新設。
- 1941年（昭和16年）4月1日 - 国民学校令により、「榎原村大窪国民学校」と改称。尋常科を初等科に改める。
- 1947年（昭和22年）4月1日 - 学制改革（六・三制の実施）により、新制小学校「榎原村立大窪小学校」に改組・改称。
- 1948年（昭和23年）8月30日 - 新制中学校「榎原村立榎原中学校大窪分校」が併設される。
- 1956年（昭和31年）4月1日 - 榎原村が分村の上、大窪地区の一部が日南市へ編入[3]され、「日南市立大窪小学校」（現校名）に改称。大窪分校が分離の上、「日南市立大窪中学校」として独立。
- 1982年（昭和57年）4月1日 - 日南市立大窪中学校の閉校により、中学校区が日南市立細田中学校に変更となる。

## 交通アクセス
最寄りの鉄道駅
- JR九州 日南線 「榎原駅」

最寄りのバス停
- 日南市コミュニティバス 「仮屋」バス停

最寄りの幹線道路
- 宮崎県道・鹿児島県道3号日南志布志線・宮崎県道54号酒谷榎原線

## 周辺
- 大窪簡易郵便局
- 大窪神社
- 南郷川